# 铜钹山镇
铜钹山镇，是中华人民共和国江西省上饶市广丰区下辖的一个乡镇级行政单位。

## 行政区划
铜钹山镇下辖以下地区：
岭底村、家潭村、军潭村、石溪村、铁山村、叶家村、高阳村、七星村、小丰村和石人村。